# Episodi di Spyders (quarta stagione)
La quarta stagione di Spyders viene annunciata insieme alla terza il 27 luglio 2021. La stagione fa il suo debutto in Israele dall'8 maggio al 16 giugno 2022 su TeenNick. In Italia va in onda dal 20 febbraio al 3 marzo 2023 su Nickelodeon.
| n° | Titolo originale | Titolo italiano              | Prima TV Israele | Prima TV Italia  |
| -- | ---------------- | ---------------------------- | ---------------- | ---------------- |
| 1  | אבן האסטרואיד    | L'asteroide                  | 8 maggio 2022    | 20 febbraio 2023 |
| 2  | האמבות           | Le amebe                     | 9 maggio 2022    | 20 febbraio 2023 |
| 3  | חשדות            | La conversazione             | 10 maggio 2022   | 21 febbraio 2023 |
| 4  | המתיחה           | Lo scherzo                   | 11 maggio 2022   | 21 febbraio 2023 |
| 5  | האבן האבודה      | La pietra scomparsa          | 15 maggio 2022   | 22 febbraio 2023 |
| 6  | הארגז            | La valigia di Ari e Libby    | 16 maggio 2022   | 22 febbraio 2023 |
| 7  | סופר דין         | L'accusa                     | 17 maggio 2022   | 23 febbraio 2023 |
| 8  | הדברה            | Il pesticida                 | 18 maggio 2022   | 23 febbraio 2023 |
| 9  | טביעות אצבע      | Le impronte                  | 22 maggio 2022   | 24 febbraio 2023 |
| 10 | השותף            | L'inganno                    | 23 maggio 2022   | 24 febbraio 2023 |
| 11 | תות בננה         | La lattina fragola e banana  | 24 maggio 2022   | 27 febbraio 2023 |
| 12 | המעקב            | La sorveglianza              | 25 maggio 2022   | 27 febbraio 2023 |
| 13 | שיעור ציור       | La riunione di famiglia      | 29 maggio 2022   | 28 febbraio 2023 |
| 14 | המתכון           | La ricetta                   | 30 maggio 2022   | 28 febbraio 2023 |
| 15 | שמן רימונים      | L'olio di melograno          | 31 maggio 2022   | 1 marzo 2023     |
| 16 | השרשרת           | La collana                   | 1 giugno 2022    | 1 marzo 2023     |
| 17 | יום הולדת        | La festa di compleanno       | 6 giugno 2022    | 2 marzo 2023     |
| 18 | החתולה           | La diretta                   | 7 giugno 2022    | 2 marzo 2023     |
| 19 | עוגת פיסטוק      | Il problema con la soluzione | 8 giugno 2022    | 3 marzo 2023     |
| 20 | פרק 20           | L'ultima operazione          | 12 giugno 2022   | 3 marzo 2023     |